# Federico Zandomeneghi

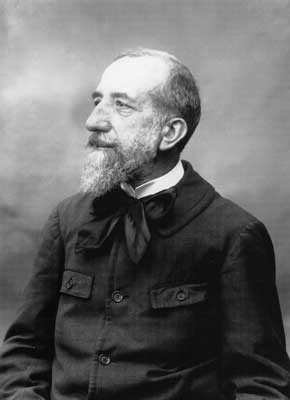
Federico Zandomeneghi

Federico Zandomeneghi (* 2. Juni 1841 in Venedig; † 31. Dezember 1917 in Paris) war ein Maler des Impressionismus.
Zandomeneghi wurde 1841 in Venedig geboren. Sein Vater Pietro war Bildhauer. 1856 schrieb er sich in der Akademie der Künste in Venedig ein. Drei Jahre später wechselte er an die Akademie der Künste in Mailand. Um dem Militärdienst zu entgehen, floh er 1859 aus Venedig. Ab 1862 verbrachte er fünf Jahre in Florenz. Dort gehörte er der antiakademischen Florentiner Künstlergruppe "Macchiaioli" an. 
Nach einem weiteren Aufenthalt in Venedig wechselte er 1874 nach Paris und schloss sich dem Kreis um Edgar Degas an. 
Durch den Galeristen Paul Durand-Ruel, der seine Werke ab 1893 verkaufte, wurde er auch in den USA bekannt.
Ein Teil seines Werks findet sich im Palazzo del Te, Mantua.